# 亨廷頓 (麻薩諸塞州普查規定居民點)
亨廷頓（英語：Huntington）是位於美國麻薩諸塞州漢普夏縣的一個普查規定居民點。

## 人口
根據2020年美國人口普查的數據，亨廷頓的面積為12.28平方千米，當中陸地面積為11.99平方千米，而水域面積為0.29平方千米。當地共有人口857人，而人口密度為每平方千米69.79人。